# Kleblach-Lind

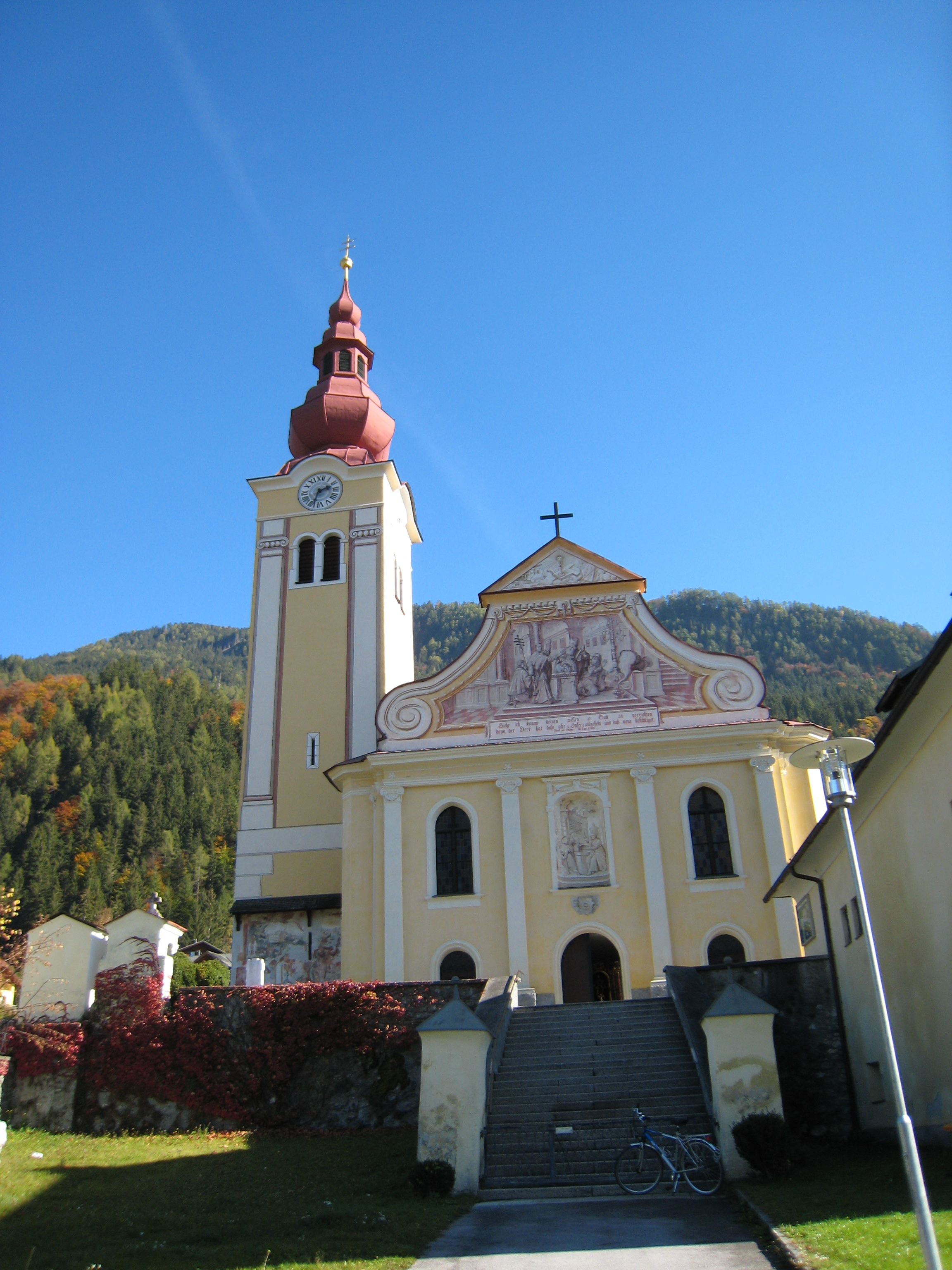
Pfarrkirche in Kleblach-Lind

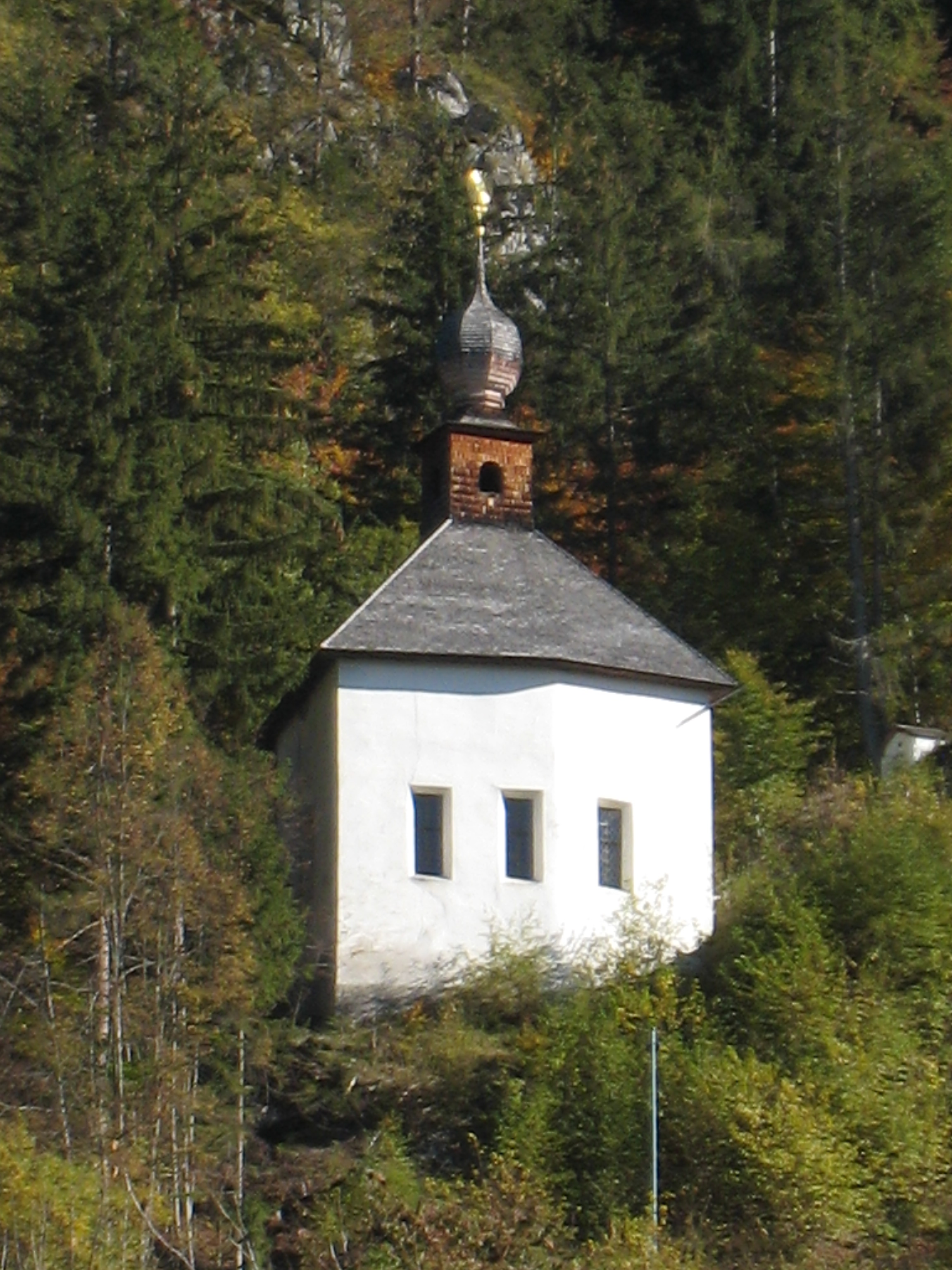
Kapelle Maria Hilf in Kleblach-Lind

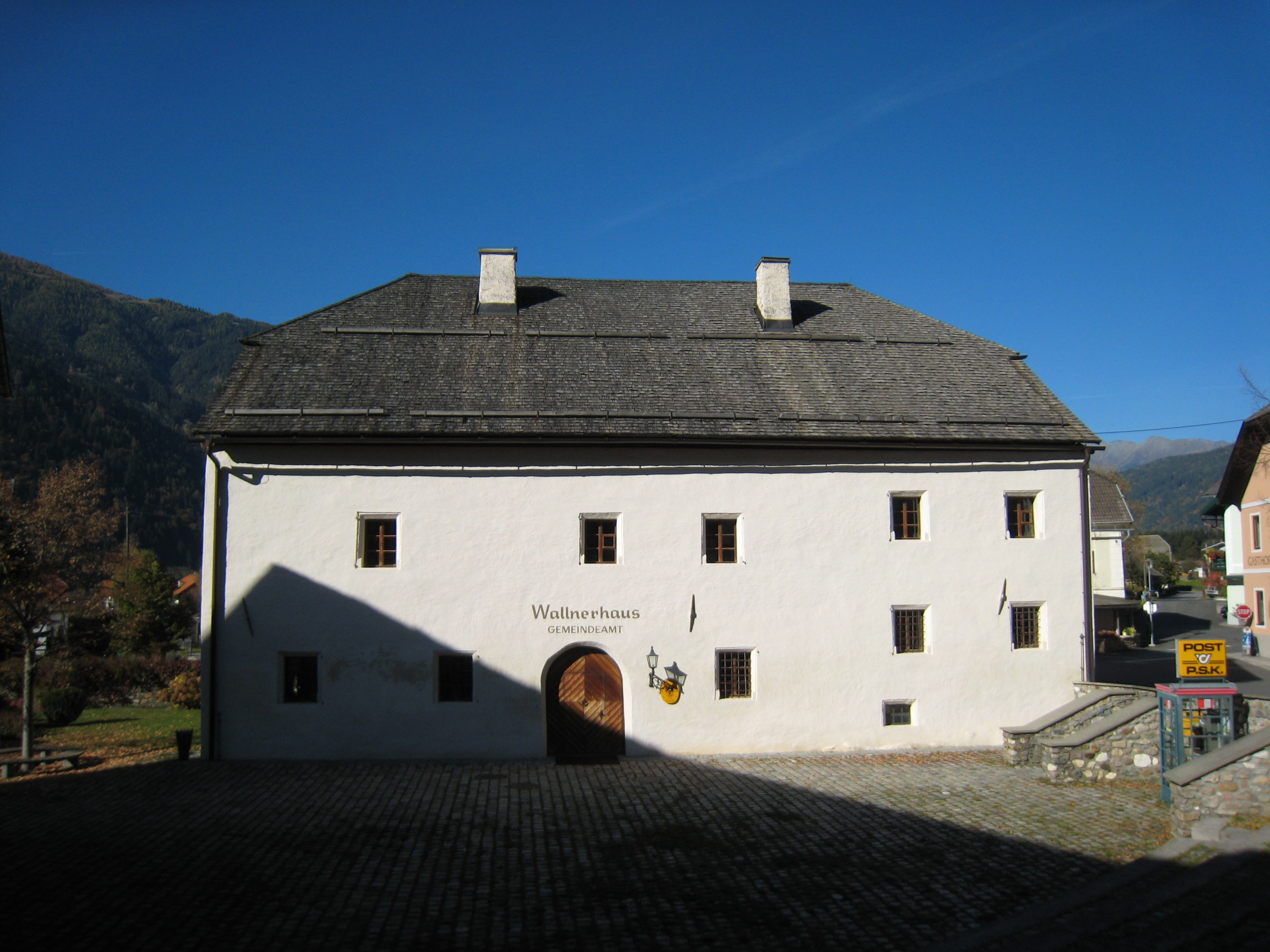
Kleblach-Lind: Wallnerhaus, Gemeindeamt

Kleblach-Lind ist eine Gemeinde mit 1165 Einwohnern (Stand 1. Jänner 2024) im Bezirk Spittal an der Drau in Österreich, im Bundesland Kärnten.

## Geographie
Das Gemeindegebiet von Kleblach-Lind befindet sich am östlichen Ende des oberen Drautals, etwa 10 km Luftlinie von der Bezirkshauptstadt Spittal an der Drau entfernt. Die beiden größten und namensgebenden Ortschaften sind durch die Drau voneinander getrennt.

### Gemeindegliederung
Kleblach-Lind ist in die zwei Katastralgemeinden Blaßnig und Lind gegliedert. Das Gemeindegebiet umfasst folgende neun Ortschaften (in Klammern Einwohnerzahl Stand 1. Jänner 2024):
- Bärnbad (15)
- Blaßnig (13)
- Kleblach (308)
- Lengholz (91)
- Leßnig (61)
- Lind im Drautal (562)
- Pirkeben (24)
- Radlberg (30)
- Siflitz (61)

### Nachbargemeinden
| Sachsenburg |                                             | Baldramsdorf |
| Steinfeld   | Kompassrose, die auf Nachbargemeinden zeigt |              |
|             | Weißensee                                   | Stockenboi   |

## Geschichte
Oberhalb von Lind zeugen zwei Ruinen von Burgen, die im Hochmittelalter (im 11. oder 12. Jahrhundert) errichtet wurden, von der früheren Herrschaftsgeschichte des heutigen Gemeindegebiets. Sie gehörten Gefolgsleuten der Grafen von Görz-Tirol, die sich nachweisbar seit 1166 nach Lind nannten. Ältestes Mitglied der gesicherten Ahnenreihe war Wulfing von Lind, Sohn eines ortsansässigen Richters und Knecht Graf Albrechts von Görz. Die Herren von Lind gehörten in der Folge zu den bedeutendsten Lehensträgern der Görzer. Ein Namensträger erbaute im Spätmittelalter Raggnitz südwestlich von Lind, Adam Jakob von Lind erwarb 1613 die Burg Groppenstein bei Obervellach. Das Geschlecht starb schließlich, inzwischen verarmt und bedeutungslos, 1843 im Mannesstamme aus.
Neben der Land- und Forstwirtschaft war für einige Jahrhunderte auch der Bergbau, z. B. im Siflitzgraben, bestimmend für die wirtschaftliche Entwicklung der Ortschaften der heutigen Gemeinde. An die Zeit des Bergbaus erinnert noch das Wallnerhaus in Lind aus der Zeit um 1500 (seit 1982 Gemeindeamt).
1850 konstituierte sich zunächst die Gemeinde Lind. 1902 wurde die Katastralgemeinde Blaßnig abgespalten und als Ortsgemeinde Kleblach selbstständig. 1964 wurden die beiden Gemeinden unter ihrem heutigen Namen vereinigt, 1973 und 1988 erfolgten noch kleinere Gebietskorrekturen.

## Bevölkerung
Zum Zeitpunkt der Volkszählung 2001 hatte die Gemeinde Kleblach-Lind 1.299 Einwohner, davon waren 98,2 % österreichische und 1,0 % deutsche Staatsbürger. Zur römisch-katholischen Kirche bekannten sich 91,1 % der Gemeindebevölkerung, zur evangelischen Kirche 4,7 %, ohne religiöses Bekenntnis waren 3,1 %.

### Bevölkerungsentwicklung
| Kleblach-Lind: Einwohnerzahlen von 1869 bis 2024    | Kleblach-Lind: Einwohnerzahlen von 1869 bis 2024 | Kleblach-Lind: Einwohnerzahlen von 1869 bis 2024 | Kleblach-Lind: Einwohnerzahlen von 1869 bis 2024 | Kleblach-Lind: Einwohnerzahlen von 1869 bis 2024 |
| --------------------------------------------------- | ------------------------------------------------ | ------------------------------------------------ | ------------------------------------------------ | ------------------------------------------------ |
| Jahr                                                |                                                  |                                                  |                                                  | Einwohner                                        |
| 1869                                                | 1869                                             |                                                  | 1.245                                            | 1.245                                            |
| 1880                                                | 1880                                             |                                                  | 1.187                                            | 1.187                                            |
| 1890                                                | 1890                                             |                                                  | 1.143                                            | 1.143                                            |
| 1900                                                | 1900                                             |                                                  | 1.144                                            | 1.144                                            |
| 1910                                                | 1910                                             |                                                  | 1.156                                            | 1.156                                            |
| 1923                                                | 1923                                             |                                                  | 1.150                                            | 1.150                                            |
| 1934                                                | 1934                                             |                                                  | 1.241                                            | 1.241                                            |
| 1939                                                | 1939                                             |                                                  | 1.186                                            | 1.186                                            |
| 1951                                                | 1951                                             |                                                  | 1.282                                            | 1.282                                            |
| 1961                                                | 1961                                             |                                                  | 1.302                                            | 1.302                                            |
| 1971                                                | 1971                                             |                                                  | 1.364                                            | 1.364                                            |
| 1981                                                | 1981                                             |                                                  | 1.342                                            | 1.342                                            |
| 1991                                                | 1991                                             |                                                  | 1.349                                            | 1.349                                            |
| 2001                                                | 2001                                             |                                                  | 1.299                                            | 1.299                                            |
| 2011                                                | 2011                                             |                                                  | 1.189                                            | 1.189                                            |
| 2021                                                | 2021                                             |                                                  | 1.162                                            | 1.162                                            |
| 2024                                                | 2024                                             |                                                  | 1.165                                            | 1.165                                            |
| Quelle(n): Statistik Austria, Gebietsstand 1.1.2021 |                                                  |                                                  |                                                  |                                                  |

## Kultur und Sehenswürdigkeiten
- Burgruinen Oberlind und Unterlind
- Die Pfarrkirche Hl. Bartholomäus am südlichen Ortsrand von Lind ist eine Wandpfeilerkirche mit gotischer Anlage und spätbarockem Westteil. Lind wurde um 1139 gegründet und 1242 urkundlich als Pfarre erwähnt.
- Die Kapelle Maria Hilf, ein ursprünglich gotischer, heute barockisierter Bau, wurde 1347 geweiht und diente als Kapelle der Burg Unterlind.
- Die Hubertuskapelle in der Siflitz ist eine offene Wegkapelle mit einem Bild des Heiligen Hubertus. Sie wurde 1979 errichtet.

## Wirtschaft und Infrastruktur

### Arbeitsstätten
Kleblach-Lind ist eine landwirtschaftlich dominierte Gemeinde. Beinahe die Hälfte der zweihundert Arbeitsstätten des Ortes entfallen auf die Landwirtschaft. Etwas weniger als ein Viertel arbeitet im Produktionssektor und etwas mehr als ein Viertel im Dienstleistungssektor. Hier sind die sozialen und öffentlichen Dienste der größte Arbeitgeber.
Die folgende Tabelle zeigt die Entwicklung der Betriebsanzahl und der Beschäftigten in den Wirtschaftssektoren:
| Wirtschaftssektor            | Anzahl Betriebe | Anzahl Betriebe | Anzahl Betriebe | Erwerbstätige | Erwerbstätige | Erwerbstätige |
| Wirtschaftssektor            | 2021            | 2011            | 2001            | 2021          | 2011          | 2001          |
| ---------------------------- | --------------- | --------------- | --------------- | ------------- | ------------- | ------------- |
| Land- und Forstwirtschaft 1) | 55              | 89              | 98              | 80            | 94            | 63            |
| Produktion                   | 14              | 14              | 6               | 54            | 46            | 34            |
| Dienstleistung               | 36              | 33              | 28              | 89            | 62            | 83            |

1) Betriebe mit Fläche in den Jahren 2010 und 1999, Arbeitsstätten im Jahr 2021

### Berufspendler
Von den rund 550 Erwerbstätigen, die in Kleblach-Lind wohnen, arbeiten 160 in der Gemeinde, mehr als siebzig Prozent pendeln aus, arbeiten jedoch großteils im Bezirk. Aus der Umgebung kommen vierzig Menschen zur Arbeit nach Kleblach-Lind.

### Verkehr
Durch das Gemeindegebiet führen die Drautal Straße (B 100) sowie die Drautalbahn (Bahnhof Kleblach-Lind, bedient durch die S-Bahn Linie S1 der S-Bahn Kärnten, 1880/90 errichtet).

### Umweltthemen
| - Energieverbrauch: Der Energieverbrauch betrug im Jahr 2019 rund 24.200 MWh. Dabei entfielen 11.200 MWh auf den Bereich Wohnen, 2.900 auf die Land- und Forstwirtschaft, 2.000 auf Industrie und Gewerbe, 900 auf Dienstleistungen und 7.200 MWh auf Mobilität. - Öffentlicher Verkehr: Die Drautalbahn hat eine Haltestelle in Kleblach-Lind und bietet stündliche Verbindungen nach Lienz und Spittal an der Drau. - Radweg: Durch das Gemeindegebiet verläuft der Drauradweg. - Ölkesselfreie Gemeinde: Seit 2020 fördert die Gemeinde gemeinsam mit dem Land Kärnten den Umstieg auf erneuerbare Heizsystem mit bis zu 1.500 Euro. - Kleblach-Lind ist seit 2017 Mitglied der Klimawandel - Anpassungsmodellregion Großglockner/Mölltal–Oberdrautal KLAR. Ziel ist, dass in der Bevölkerung das Thema Klimawandelanpassung wahrgenommen wird und die Bereitschaft besteht, Projekte zu unterstützen und umzusetzen, die den Folgen des Klimawandels entgegenwirken. - Gesunde Gemeinde: Kleblach-Lind ist Teilnehmer der Kärntner Initiative „Gesunde Gemeinde“. Bei dieser Initiative fördert das Land Kärnten gesundheitsfördernde Maßnahmen in den Bereichen Ernährung, Bewegung, Sicherheit und Seelisches Wohlbefinden. | Hier fehlt eine Grafik, die leider im Moment aus technischen Gründen nicht angezeigt werden kann. Wir arbeiten daran! |

## Politik

### Gemeinderat
Der Gemeinderat von Kleblach-Lind hat 15 Mitglieder und setzt sich seit der Gemeinderatswahl 2021 wie folgt zusammen:
- 8 ÖVP
- 5 SPÖ
- 2 FPÖ

### Bürgermeister
Direkt gewählter Bürgermeister ist Manfred Fleißner (ÖVP).

### Wappen
Das Wappen mit Stufenteilung der Herren von Lind wurde schon auf dem Grabstein des Perchthold von Lind 1349 verwendet, die Familie führte es in der Folge unverändert weiter. Die Umstände der Motivwahl sind unbekannt. Die Gemeinde übernahm das Wappen unverändert, es wurde ihr am 19. Februar 1977 mit folgender Blasonierung verliehen: „Ein silberner Schild mit rechter roter Stufe geteilt.“ Die Flagge ist Weiß-Rot mit eingearbeitetem Wappen.

## Persönlichkeiten

### Söhne und Töchter der Gemeinde
- David Rauter (1848–1938), Jurist und Schriftsteller
- Emil Worsch (1913–2010), Lehrer, Autor und Radiästhet
- Horst Pirker (* 1959), Manager

### Mit der Gemeinde verbundene Persönlichkeiten
- Ambros Wernisch (1821–1887), Gutsbesitzer und Politiker